# Melchior Lotter, o Velho
Melchior Lotter, o Velho (Aue, 1470 — Lípsia, 1 de fevereiro de 1549) foi Editor, publicador e livreiro em Leipzig.  Melchior Lotter foi o fundador de uma dinastia de impressores e gravadores em Leipzig que associou o seu sucesso com o movimento da Reforma. Foi um dos primeiros a imprimir em caracteres gregos, sendo ele que imprimiu muitas obras de Lutero incluindo as 95 teses. Em Wittenberg ele montou uma filial onde empregou seus dois filhos: Melchior Lotter, o Jovem (1490-1542) e Michael Lotter (1499-1556).

## Publicações

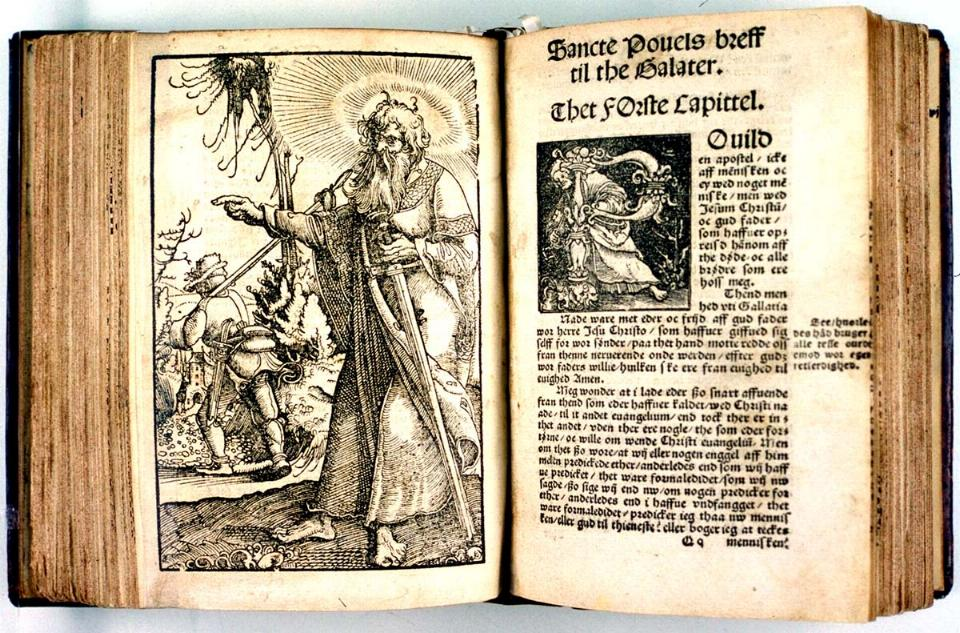
Bíblia de Lutero em norueguês, impressa por Melchior Lotter, o Velho, em 1524

- Psalterium Davidis cum hymnis ex originali haud modica diligentia emendatum, 1498
- Ad dialogum Silvestri Prieratis de potestate papae responsio, 1518
- Regimen sanitatis Salernitanum, 1500
- Regimen sanitatis Anglicorum regi ex Parisiensi gymnasio missum 1505
- Melchioris Lotteri ... De re beneficiaria libri tres: in duos distributi, 1676
- Satyrarum liber. (Liptzk, Melchior Lotter 1512).
- Von der Freyheit eynis Christen menschen 1521